# 水木彩也子
水木 彩也子（みずき さやこ、1991年10月7日 - ）は、日本の女優。神奈川県出身。

## 略歴・人物
7歳の頃から子役として活動を始める。その後、学業専念により活動を休止していたが、18歳の時にジールアソシエイツへ所属したのを機に女優活動を再開。ジール時代は「彩也子」名義で活動していた。
2014年10月、ジールアソシエイツからエイジアプロモーションに事務所を移籍。2016年にはテレビ番組『朝だ!生です旅サラダ』の“旅サラダガールズ”メンバーとしての出演もあったが、2017年6月5日付でエイジアプロモーションを退所し、一旦、芸能界から引退した。
その後「次の自分に出会う為にはもっと広い世界を見てみたい」との思いで日本一周の旅に出る。そして両親の故郷である島根県への移住を決意。島根県のローカルタレントとしてテレビ・ラジオ等のメディアに出演。島根に移住して2年暮らしたのち、コロナ禍と結婚、更に夫の転職も重なったことから、神奈川県に拠点を移した。転居後も島根での活動を継続し、2023年6月には島根県のふるさと親善大使「遣島使」に就任した。また、2024年には自身のXにて同年俳優に復帰したと報告した。
趣味はクッキー作り、読書。特技はクラシックバレエ。兄が2人いる。

## 出演

### バラエティ
- 朝だ!生です旅サラダ（2016年4月 - 2017年3月、朝日放送テレビ[注 1]） - レギュラー出演
- イケてる男と聞きたい女（フジテレビ）
- ヤッホー!（2019年 - 2022年3月、山陰中央テレビ）
- いい伊豆みつけた（2025年6月[13] - 、伊豆急ケーブルネットワーク） - レポーター
  - 河津の涼を巡る癒しの旅（2025年6月第2週）[13]
  - 歩いて知る 作って楽しむ熱海満喫の旅（2025年7月第1週）[14]

### ドラマ
- 僕とスターの99日（2011年、フジテレビ） - 三上百合子 役
- 警視庁捜査一課9係7 第4話（2012年、テレビ朝日） - 森本ひとみ 役
- たぶらかし-代行女優業・マキ- 第7話（2012年、読売テレビ）
- 斉藤さん2（2013年、日本テレビ） - 藤野マユ 役
- 鴨、京都へ行く。-老舗旅館の女将日記-（2013年、フジテレビ） - 玉山未知 役
- SP〜警視庁警護課4（2014年、テレビ朝日） - 神原真弓 役
- フジテレビ報道スクープSP激動！世紀の大事件（2016年、フジテレビ）
- 桜坂近辺物語〜近辺4〜（2016年、フジテレビ）
- スリル！ 赤の章（2017年、NHK） - 鳴井彩花 役

### CM
- JR SKISKI（2013年、JR東日本）
- グリナ（2013年、味の素）
- 雪肌精 WEB（2014年、KOSÉ）
- シセイドウ ビノラボ WebCM（2015年、資生堂）
- ジョリーパスタ「冷製カッペリーニ2016夏篇」（2016年）

### 映画
- 仮面ライダー×仮面ライダー オーズ&ダブル feat.スカル MOVIE大戦CORE（2010年、東映） - 明智よしの 役
- 土竜の唄（2014年、東宝） - 明美 役
- 罪の余白（2015年、監督：大塚佑吉） - 加賀彩乃 役
- シンデレラゲーム（2016年、監督：加納隼） - 灰谷沙里 役
- U-31（2016年、監督：谷健二）
- 復讐したい（2016年、監督：室賀厚） - 日野良美 役
- 家族のつくりかた（2017年、桜美林大学芸術文化学群映画専修2016年卒業制作） - 倉持千佳 役

### 舞台
- ストレンジャー・フォー・クリスマス（2000年、劇団ひまわり） - ベス 役
- 冬のちょうちん（2001年、京浜共同劇団）
- ブンナよ木からおりてこい（2005年）
- Someday〜やさしさにつつまれてこい〜（2009年、自主制作）
- 結婚の偏差値（2014年、演出：松本和巳） - 加奈 役
- 十二夜（2015年、水戸芸術館ACM劇場、演出：森新太郎） - オーシーノ侯爵 役
- 劇団た組。番外公演「あの子と遊んじゃいけません」（2016年、LIVESTAGE hodgepodge）

### ラジオ
- FRIDAY×FRIDAY（2019年4月[15] - 2022年3月、エフエム山陰）
- 彩也子と旅する朝時間（2022年4月2日 - 2023年、エフエム山陰）[16]

### MV
- 藍坊主「星霜、誘う」（2012年）

### その他
- 日本映画テレビプロデューサー協会 アクターズセミナー賞（2012年）